# NKIRAS1
NKIRAS1 (англ. NFKB inhibitor interacting Ras like 1) – білок, який кодується однойменним геном, розташованим у людей на 3-й хромосомі. Довжина поліпептидного ланцюга білка становить 192 амінокислот, а молекулярна маса — 21 643.
| 10         |  | 20         |  | 30         |  | 40         |  | 50         |
| ---------- |  | ---------- |  | ---------- |  | ---------- |  | ---------- |
| MGKGCKVVVC |  | GLLSVGKTAI |  | LEQLLYGNHT |  | IGMEDCETME |  | DVYMASVETD |
| RGVKEQLHLY |  | DTRGLQEGVE |  | LPKHYFSFAD |  | GFVLVYSVNN |  | LESFQRVELL |
| KKEIDKFKDK |  | KEVAIVVLGN |  | KIDLSEQRQV |  | DAEVAQQWAK |  | SEKVRLWEVT |
| VTDRKTLIEP |  | FTLLASKLSQ |  | PQSKSSFPLP |  | GRKNKGNSNS |  | EN         |

A: Аланін

C: Цистеїн

D: Аспарагінова кислота

E: Глутамінова кислота

F: Фенілаланін

G: Гліцин

H: Гістидин

I: Ізолейцин

K: Лізин

L: Лейцин

M: Метіонін

N: Аспарагін

P: Пролін

Q: Глутамін

R: Аргінін

S: Серин

T: Треонін

V: Валін

W: Триптофан

Білок має сайт для зв'язування з нуклеотидами, ГТФ. 
Локалізований у цитоплазмі.